# Эпштейн, Николай Семёнович
Никола́й Семёнович Эпште́йн (27 декабря 1919, Коломна, Московская губерния — 27 августа 2005, Селятино, Наро-Фоминский городской округ) — советский футболист и хоккеист, мастер спорта СССР по хоккею с шайбой. Заслуженный тренер СССР (1965). Заслуженный тренер РСФСР (1960).

## Биография
В футбольной команде был крайним нападающим. В чемпионатах СССР провёл 50 матчей, забил 25 голов. Выступал за клубы: 1937—1939 — «Спартак» Москва; 1940—1942 — Клуб Советской Армии; 1943—1945 — «Локомотив» Москва; 1946 — «Пищевик» (Москва), 1947—1949 — «Дзержинец» (Челябинск), 1950 — «Локомотив» (Люблино), 1951 — «Красное Знамя» (Иваново).
Также выступал за хоккейные клубы 1947—1949 — «Дзержинец» (Челябинск); 1949—1950 — «Локомотив» (Москва); 1950—1952 — «Электросталь» (Электросталь).
В 1953—1975 годах был первым главным тренером команды «Химик» (Воскресенск). Был одним из организаторов резкого подъёма команды от провинциального уровня до уровня призёров национального чемпионата. Стоял у истоков расцвета хоккея в Воскресенске, впоследствии породившем множество больших мастеров игры. Во главе «Химика» дважды выигрывал бронзовые медали чемпионата СССР (1964/65, 1969/70).
В 1969—1972 годах Эпштейн параллельно руководил сборной СССР среди юниоров. Под руководством Эпштейна юниорская сборная трижды завоёвывала золото чемпионата Европы.
В октябре 1975 года покинул «Химик». 31 декабря 1975 назначен старшим тренером команды «Сибирь» (Новосибирск), в 1978 году был начальником ХК «Спартак».
В начале 1990-х годов непродолжительное время тренировал команду «Алиса» (пока та не разорилась), выступавшую в чемпионате России.
Впоследствии тренировал сборную Израиля.
Среди воспитанников Эпштейна — Александр Рагулин, Эдуард Иванов, Валерий Никитин, Юрий Чичурин, Валерий Каменский, Валерий Зелепукин, Вячеслав Козлов, Сергей Березин, Игорь Ларионов, Юрий Ляпкин и другие хоккеисты.
В 2001 году включён в Международный еврейский спортивный зал славы.
В последние годы жизни страдал болезнью Альцгеймера.
19 августа 2005 года утром тайком от всех ушёл с дачи в Наро-Фоминском районе и не вернулся. 26 августа был обнаружен истощённым в заброшенном доме в Апрелевке и отвезён в больницу в Селятине, где спустя полсуток  скончался. Тело было отправлено в морг, где оно лишь 6 сентября было обнаружено сыном среди неопознанных. Похоронен на Востряковском кладбище Москвы, где ещё в начале 1990-х годов по его инициативе была создана «Аллея спортсменов».